# Лука Митровић
Лука Митровић (Нови Сад, 21. март 1993) српски је кошаркаш. Игра на позицијама крилног центра и центра, а тренутно наступа за Црвенy звездy.
Истакао се играма у Црвеној звезди с којом је освојио 18 трофеја, по чему је један од најтрофејнијих играча овог клуба. Године 2015. проглашен је за најбољег спортисту Црвене звезде. На НБА драфту 2015. изабрали су га Филаделфија севентисиксерси као 60. пика.

## Играчка каријера
Кошарку је почео да тренира са осам година у новосадском клубу Кадет. Године 2009. прешао је у редове Хемофарма и у почетку је играо у њиховом младом тиму да би током сезоне 2010/11. прешао у сениорски.

### Црвена звезда
Лета 2012. потписао је за Црвену звезду. Значајнију улогу у Звезди добио тек у сезони 2013/14. када је по први пут играо и Евролигу, а запажен учинак имао је у првој победи Звезде у овом такмичењу након 14 година — у утакмици против Лаборал Куће у гостима. Његов напредак је убрзо прекинут тежом повредом на утакмици са Крком. Ипак, до краја сезоне се опоравио и у финишу подигао форму.
Током лета 2014. постављен је за капитена Црвене звезде. На утакмици Евролиге 2014/15. против Галатасараја постигао је 30 поена и тако постао један од четворице играча у историји овог такмичења који су постигли толико поена, а да су имали мање од 22 године.
Са црвено-белима освојио је три Купа Радивоја Кораћа (2013, 2015. и 2017). Посебно важну улогу имао је у освајању трофеја за 2015. годину — тада је у финалној утакмици остварио индекс 29 уз постигнут 21 поен, што му је донело признања за најкориснијег играча и најбољег стрелца. И до краја сезоне имао је запажен учинак у тиму који ја забележио један од највећих успеха у историји Црвене звезде. Звезда је освојила и Јадранску лигу по први пут у својој историји, али и Суперлигу Србије. Овакав успех га је препоручио НБА скаутима, па је након те сезоне драфтован од стране Филаделфије као 60. пик.
У следећој сезони се очекивало да Лука прикаже још значајније партије, али се опет десила велика повреда која га је поново успорила у свом развоју. Ипак успева да се опорави за други део сезоне када је поново подигао пехаре Јадранске лиге и Суперлиге Србије. У последњој сезони у Црвеној звезди је имао нешто лакшу повреду али се убрзо вратио на паркет. Поред одличног издања у Евролиги где је клуб био надомак пласмана у доигравање, успева да дође до три трофеја уз само три пораза од свих клубова у региону.
Током пет одиграних сезона у Црвеној звезди одиграо је 256 утакмица, постигао 1687 поена и успео да освоји 10 титула (4 купа, 3 националне и 3 регионалне), а од тога 8 као капитен.

### Иностранство
У јуну 2017. године Митровић је потписао двогодишњи уговор са Брозе Бамбергом. Митровић је током сезоне 2017/18. паузирао три месеца због повреде колена, од краја новембра до почетка марта. У Евролиги је наступио на 16 утакмица, у просеку је играо 14 минута и бележио 4,2 поена и 3,1 скокова по мечу. У јулу 2018. је споразумно раскинуо уговор са Бамбергом.
Дана 10. јануара 2019. године потписао је за Мурсију, у којој се задржао до краја сезоне и бележио 4,9 поена и 4,2 скока по утакмици. У октобру 2019. потписао је краткорочни уговор са Манресом. Већ 11. новембра 2019. продужио је уговор на још месец дана, да би у децембру потписао до краја сезоне. Митровић је за Манресу на 17 одиграних утакмица у АЦБ лиги просечно постизао 8,4 поена.
Дана 23. августа 2020, Митровић је потписао краткорочни уговор са Хапоелом из Јерусалима. Уговор је важио до краја завршног турнира ФИБА Лиге шампиона, који се играо од 17. септембра до 4. октобра. По окончању такмичења клуб из Јерусалима је имао опцију да продужи сарадњу до краја сезоне. Митровић није продужио уговор са Хапоелом, након чега је 21. октобра 2020. потписао уговор са екипом подгоричке Будућности. Са екипом Будућности је освојио национално првенство и куп у сезони 2020/21.

### Повратак у Црвену звезду
Дана 18. јуна 2021. године, Митровић се вратио у Црвену звезду са којом је потписао двогодишњи уговор. У сезони 2021/22. са Црвеном звездом је освојио три трофеја - национално првенство, Јадранску лигу и национални куп. У наредној 2022/23. сезони освојио је национално првенство и куп док је у финалу Јадранске лиге поражен од Партизана. Дана 1. јула 2023. године продужио је уговор са Црвеном звездом на још три године.

## Каријера у репрезентацији
Митровић је остварио доста успеха у млађим репрезентативним категоријама. Са кадетима је дошао до бронзе на Европском првенству 2009. Две године касније је са јуниорским националним селекцијама истог лета освојио два сребрне медаље — прву на Светском првенству, а одмах потом и другу на Европском првенству.
Уврштен је на шири списак сениорске репрезентације Србије 2013, 2014. и 2015, али се није изборио за место међу првих дванаест репрезентативаца. За сениорску репрезентацију Србије дебитовао је у квалификацијама за Светско првенство 2023.

## Приватни живот
Митровић је у дугогодишњој вези са сноубордерком Нином Мицић, сестром кошаркаша Василија Мицића. Петог фебруара 2022. године добили су сина.

## Успеси

### Клупски
- Црвена звезда:
  - Првенство Србије (6): 2014/15, 2015/16, 2016/17, 2021/22, 2022/23, 2023/24.
  - Јадранска лига (5): 2014/15, 2015/16, 2016/17, 2021/22, 2023/24.
  - Куп Радивоја Кораћа (8): 2013, 2014, 2015, 2017, 2022, 2023, 2024, 2025.
- Будућност:
  - Првенство Црне Горе (1): 2020/21.
  - Куп Црне Горе (1): 2021.

### Репрезентативни
- Европско првенство до 16 година:  2009.
- Европско првенство до 18 година:  2011.
- Светско првенство до 19 година:  2011.

### Појединачни
- Најкориснији играч финала Првенства Србије (1): 2022/23.
- Најкориснији играч Купа Радивоја Кораћа (1): 2015.

## Статистика
Напомена: Евролига није једино такмичење у којем је играч учествовао.

### Евролига
| Сезона   | Екипа         | ОУ | СУ | МПУ  | ПШ%  | 3П%   | СБ%  | СПУ | АПУ | УПУ | БПУ | ППУ | ИПУ |
| -------- | ------------- | -- | -- | ---- | ---- | ----- | ---- | --- | --- | --- | --- | --- | --- |
| 2013/14. | Црвена звезда | 7  | 5  | 13.9 | .409 | .125  | .750 | 4.0 | 1.0 | .4  | .3  | 3.6 | 6.7 |
| 2014/15. | Црвена звезда | 24 | 20 | 24.7 | .429 | .175  | .780 | 5.2 | 2.3 | 1.0 | .2  | 8.6 | 9.7 |
| 2015/16. | Црвена звезда | 4  | 1  | 14.3 | .500 | 1.000 | .500 | 2.5 | .3  | .0  | .5  | 3.3 | 4.0 |
| 2016/17. | Црвена звезда | 28 | 27 | 15.7 | .450 | .167  | .536 | 2.3 | 1.4 | .5  | .1  | 4.1 | 4.3 |
| Каријера | Каријера      | 63 | 53 | 18.6 | .438 | .187  | .679 | 3.6 | 1.6 | .7  | .2  | 5.8 | 6.6 |